# 福岡県道296号大蔵到津線
福岡県道296号大蔵到津線（ふくおかけんどう296ごう おおくらいとうづせん）は、福岡県北九州市八幡東区から北九州市小倉北区に至る一般県道である。

## 概要
北九州市八幡東区大蔵2丁目の大蔵2丁目交差点から北九州市小倉北区上到津2丁目の上到津2丁目交差点に至る。国道3号戸畑バイパスの開通に伴い県道に降格した。
起点では福岡県道62号北九州小竹線とともに都市計画道路3号線として整備が進んでいる。

### 路線データ
- 起点：福岡県北九州市八幡東区大蔵2丁目（大蔵2丁目交差点、福岡県道62号北九州小竹線交点）
- 終点：福岡県北九州市小倉北区上到津2丁目（上到津2丁目交差点、国道3号交点、福岡県道270号竪町到津線終点）

## 路線状況

### 道路施設

#### 橋梁
- 両国橋（板堰川、北九州市八幡東区）
- 岩淵橋（板堰川、北九州市八幡東区 - 北九州市小倉北区）

## 地理

### 通過する自治体
- 北九州市（八幡東区 - 小倉北区）

### 交差する道路
| 交差する道路                    | 市町村名 | 市町村名 | 交差する場所 | 交差する場所                                                                                        |
| ------------------------------- | -------- | -------- | ------------ | --------------------------------------------------------------------------------------------------- |
| 福岡県道62号北九州小竹線        | 北九州市 | 八幡東区 | 大蔵2丁目    | 大蔵2丁目交差点 / 起点                                                                              |
| 福岡県道51号曽根鞘ヶ谷線        | 北九州市 | 八幡東区 | 荒生田2丁目  | 七条橋交差点                                                                                        |
| 福岡県道296号大蔵到津線 / 別線  | 北九州市 | 小倉北区 | 上到津3丁目  | |
| 国道3号 福岡県道270号竪町到津線 | 北九州市 | 小倉北区 | 上到津2丁目  | 上到津2丁目交差点 / 終点                                                                            |
| 別線                            |          |          |              | |
| 福岡県道296号大蔵到津線 / 本線  | 北九州市 | 小倉北区 | 上到津3丁目  | 別線起点【北緯33度52分23.0秒 東経130度51分0.3秒 / 北緯33.873056度 東経130.850083度】                |
| 国道3号                         | 北九州市 | 小倉北区 | 真鶴1丁目    | 金鶏町交差点 / 別線終点【北緯33度52分22.8秒 東経130度51分6.5秒 / 北緯33.873000度 東経130.851806度】 |

### 沿線
- 到津の森公園